# Kumla HC
Kumla HC, även Kumla Hockey och Kumla HC Black Bulls, tidigare IFK Kumla IK, är en ishockeyförening från Kumla, Örebro län. IFK Kumla IK bildades som en alliansförening till IFK Kumla 1963, men till säsongen 2012/2013 blev Kumla en fristående klubb under namnet Kumla HC.
Kumlas lagmärke består av en svart cirkel där det står ”Kumla Hockey” och ”1963”. I cirkeln så finns det ett huvud av en svart tjur och vilket laget smeknamn ”Black Bulls” kommer ifrån. Klubben spelar sina hemmamatcher i ICA Maxi Arena som har en publikkapacitet på 1 200.
Kumlas HC:s herrseniorlag spelade i Allsvenskan säsongen 1999/2000 och 2001/2002 men har sedan dess återfunnits i Hockeyettan där de fortfarande spelar 2018/2019.

## Historik

### 1990-talet
Säsongen 1991/1992 slutade Kumla på andra plats i Division II Västra B bakom Sunne IK och sedan även på andra plats i kvalserien till Division I, efter Avesta, varför föreningen för första gången tog steget upp till Division I.
Debutsäsongen i Division I 1992/1993 blev en svår säsong, bland annat förlorade Kumla mot Hammarby med 1-18. Efter kvalspel förnyades dock kontraktet. Säsongen 1993/1994 undveks kval men 1994/1995 tvingades Kumla ånyo till kvalspel och degraderades till Division II efter att ha slutat på tredje plats i kvalserien.
Säsongen 1995/1996 slutade Kumla återigen på tredje plats i kvalserien till Division I (efter Örebro IK och Borlänge) men flyttades ändock upp till Division I då Brynäs farmarlag Team Gävle HF drog sig ur seriespelet.
Återkomsten till Division I 1996/1997 blev en succé: Kumla, under "Kulon" Lennartssons ledning, slutade på andra plats i Division I Västra bakom Mora IK och kvalificerade sig därmed till Allsvenskan.
Väl i Allsvenskan noterades dock endast tre oavgjorda matcher medan övriga 11 matcher förlorades. Säsongen 1998/1999 tog sig Kumla till Playoff där dock Timrå IK blev för svåra. Viktigast av allt var dock att Kumla kvalificerade sig för Södra Allsvenskan då seriesystemet lades om till säsongen 1999/2000.

### 2000-talet
Det blev dock endast två säsonger i Allsvenskan, säsongen 2000/2001 åkte föreningen ur Allsvenskan samtidigt som lokalrivalen Örebro klarade sig kvar.
Kumla spelade därefter i Division 1 E från säsongen 2001/2002 till 2013/14, då divisionen ändrade seriesystem och namn till Hockeyettan. Klubben blev till säsong 2012/2013 en fristående klubb under namnet Kumla HC och spelar för närvarande i Hockeyettan Västra.

### Säsonger i Hockeyettan
| Säsong       | Division            | Placering    | Vårserie                  | Kval/Playoff                                                                   |
| IFK Kumla IK | IFK Kumla IK        | IFK Kumla IK | IFK Kumla IK              | IFK Kumla IK                                                                   |
| ------------ | ------------------- | ------------ | ------------------------- | ------------------------------------------------------------------------------ |
| 1996/1997    | Division I Västra   | 2            | 8:a i Allsvenskan         |                                                                                |
| 1997/1998    | Division I Västra   | 6            | 3:a i fortsättningsserien |                                                                                |
| 1998/1999    | Division I Västra   | 3            | 2:a i fortsättningsserien | Playoff: Besegrar Bofors, utslagna av Timrå, kvalificerade för nya Allsvenskan |
| 1999/2000    | Allsvenskan Södra   | 8            | 5:a i vårserien           |                                                                                |
| 2000/2001    | Allsvenskan Södra   | 7            | 7:a i vårserien           | 3:a i kvalserien till Allsvenskan, nerflyttade.                                |
| 2001/2002    | Division 1 Västra B | 2            | 4:a i Allettan Västra     | 2:a i Förkval Västra A                                                         |
| 2002/2003    | Division 1 Västra B | 3            | 4:a i Allettan Västra     | 2:a i Förkval Västra                                                           |
| 2003/2004    | Division 1 Västra B | 2            | 2:a i Allettan Västra     | 1:a i Förkval, 5:a i Kvalserien                                                |
| 2004/2005    | Division 1 Västra   | 3            |                           |                                                                                |
| 2005/2006    | Division 1E         | 5            |                           |                                                                                |
| 2006/2007    | Division 1E         | 8            | 4:a i vårserien           |                                                                                |
| 2007/2008    | Division 1E         | 7            | 2:a i vårserien           |                                                                                |
| 2008/2009    | Division 1E         | 9            | 2:a i vårserien           |                                                                                |
| 2009/2010    | Division 1E         | 8            | 4:a i vårserien           |                                                                                |
| 2010/2011    | Division 1E         | 4            | 8:a i Allettan Södra      |                                                                                |
| 2011/2012    | Division 1E         | 7            | 4:a i fortsättningsserien |                                                                                |
| Kumla HC     |                     |              |                           |                                                                                |
| 2012/2013    | Division 1E         | 7            | 3:a i fortsättningsserien |                                                                                |
| 2013/2014    | Division 1E         | 7            | 3:a i fortsättningsserien |                                                                                |
| 2014/2015    | Hockeyettan Västra  | 6            | 2:a i vårserien           | Utslagna av IF Troja-Ljungby i playoff 1.                                      |
| 2015/2016    | Hockeyettan Västra  | 2            | 8:a i Allettan Norra      |                                                                                |
| 2016/2017    | Hockeyettan Västra  | 5            | 10:a i Allettan Södra     |                                                                                |
| 2017/2018    | Hockeyettan Västra  | 7            | 5:a i vårserien           |                                                                                |
| 2018/2019    | Hockeyettan Västra  | 10           | 3:a i Vårettan Västra     |                                                                                |
| 2019/2020    | Hockeyettan Västra  | 11           | 5:a i Vårettan            |                                                                                |
| 2020/2021    | Hockeyettan Västra  | 8            | 5:a i Vårettan            | 2:a i kvalserien                                                               |
| 2021/2022    | Hockeyettan Västra  | 10           | 9:a i Vårettan            | 6:a i kvalserien, nerflyttade                                                  |

### Webbkällor
1. 1 2 3  Fredrik Johansson (8 juni 2016). ”Historik”. Kumla Hockey. Arkiverad från originalet den 22 maj 2018. https://web.archive.org/web/20180522181308/http://idrottonline.se/IFKKumlasIK-Ishockey/Foreningen/Historik. Läst 22 maj 2018.
2. ↑  ”Kumla HC”. Eliteprospects. http://www.eliteprospects.com/team.php?team=315. Läst 21 maj 2018.
3. ↑  Historia! Kumla Hockey genom tiderna Arkiverad 27 september 2015 hämtat från the Wayback Machine. Kumlahockey.se. Skrivet ?. Läst 2015-09-26